# Schizonycha carbonaria
Schizonycha carbonaria är en skalbaggsart som beskrevs av Karl Henrik Boheman 1857. Schizonycha carbonaria ingår i släktet Schizonycha och familjen Melolonthidae. Inga underarter finns listade i Catalogue of Life.